# Lumacra quadridentata
Lumacra quadridentata är en fjärilsart som beskrevs av Davis 1964. Lumacra quadridentata ingår i släktet Lumacra och familjen säckspinnare. Inga underarter finns listade i Catalogue of Life.